# Temelucha bella
Temelucha bella là một loài tò vò trong họ Ichneumonidae.